# Égerláp megállóhely
Égerláp feltételes megállóhely Balassagyarmat közigazgatási határán belül, Szobokpusztán helyezkedik el a MÁV 75-ös számú Vác–Balassagyarmat-vasútvonalán. Habár a megálló szerepel a vonal menetrendi mezőiben, menetrend szerinti forgalmat nem bonyolít, legfeljebb előre bejelentett igény esetén.

## Története
A megállóhely létrehozása elsősorban az Ipoly Unió Környezetvédelmi és Kulturális Egyesülethez kötődik. Az egyesület 1999-ben indított tananyagprogramja keretében a Duna–Ipoly Nemzeti Park területén, az ipolyszögi Égerláp közelében vásárolt egyhektáros területen oktatóközpontot, tábort és tanösvényeket alakítottak ki. A tábor könnyebb megközelítése érdekében a Nógrád-vidéki Regionális Vasút 2000-ben ideiglenes megállót adott át. A bejáráson Székely László kormánybiztos ígéretet tett, hogy az oktatóközpont teljes kiépülésekor a hivatalos menetrendbe is bekerül a megálló, azonban erre a következő egy évtizedben nem került sor.
Az ideiglenes megálló tíz évvel később, a 2011. december 11-i menetrendváltással Sáferkút feltételes megállóhellyel együtt került be a vasúti menetrendbe, azonban amíg Sáferkút időszakos megálló lett, addig Égerlápot feltételes megállóként vették fel, vagyis csak előre bejelentett igény esetén állnak meg itt a vonatok.